# ملیسیا
شهر ملیسیا در استان آتیک در کشور یونان واقع شده است که دارای جمعیت ۲۴٬۰۰۶  نفر می‌باشد.